# Iniciativa Ciutadana Europea
La Iniciativa Ciutadana Europea és el mecanisme que permet als ciutadans de la Unió Europea presentar iniciatives convidant les institucions i la Comissió Europea a legislar sobre determinats temes i influir així en les seves polítiques. La Iniciativa Ciutadana Europea es presentà en el marc del Tractat de Lisboa i entrà en funcionament l'1 d'abril del 2012, convertint-se en la primera forma de participació ciutadana directa en una instància supranacional.
La Iniciativa Ciutadana Europea permet presentar peticions legislatives formals a les institucions de la UE sobre qualsevol assumpte, sempre que sigui de la seva competència i sempre que la iniciativa tingui prou suport. És a dir, perquè la iniciativa tingui validesa i sigui examinada per la Comissió Europea és necessari que s'hagi recollit un milió de signatures en almenys set estats membres de la Unió, amb un mínim a cada país depenent del nombre d'habitants.

## Tramitació de les iniciatives
Els impulsors d'una iniciativa ciutadana europea hauran d'organitzar-se en un comitè que haurà de tenir, com a mínim, set ciutadans europeus residents a set estats membres diferents (les organitzacions no poden plantejar iniciatives ciutadanes, tot i que se'ls permet promoure o donar suport a iniciatives directament).
Això, juntament amb l'obligació que les signatures es recullin a almenys set països diferents de la Unió, intenta propiciar que les iniciatives tractin sobre temes generals i no sobre política nacional. Per formar part d'aquest comitè serà necessari tenir l'edat legal per votar.
Les iniciatives hauran de ser presentades en el registre oficial en línia disposat per la Comissió i, una vegada confirmada la inscripció, es disposa d'un any per la recollida de les signatures, que podran subscriure tots els ciutadans de la Unió Europea a través d'un formulari que pot ser entregat pels promotors en paper o en suport electrònic.
Finalment, quan s'hagi declarat vàlida una iniciativa per part de la Comissió Europea, els promotors disposaran de tres mesos en els quals hauran de detallar-la a aquesta institució i presentar-la en una audiència pública davant del Parlament Europeu, a partir del que la Comissió haurà d'anunciar una decisió al respecte. Si la Comissió decideix legislar a partir d'una de les iniciatives ciutadanes europees, es posarà en marxa el procediment legislatiu habitual.